# When Do We Eat? (film, 1918)
Pour les articles homonymes, voir When Do We Eat? (homonymie).

 When Do We Eat? est un film américain réalisé par Fred Niblo et sorti en 1918.

## Synopsis
Nora, une jeune actrice de théâtre se retrouve mêlée à des histoires extravagantes.

## Fiche technique
- Réalisation : Fred Niblo
- Scénario : C. Gardner Sullivan
- Production : Thomas H. Ince
- Photographie : Robert Newhard
- Montage : W. Duncan Mansfield
- Durée : 50 minutes (5 bobines)[1]
- Date de sortie : 
  - États-Unis : 7 octobre 1918

## Distribution
- Enid Bennett : Nora

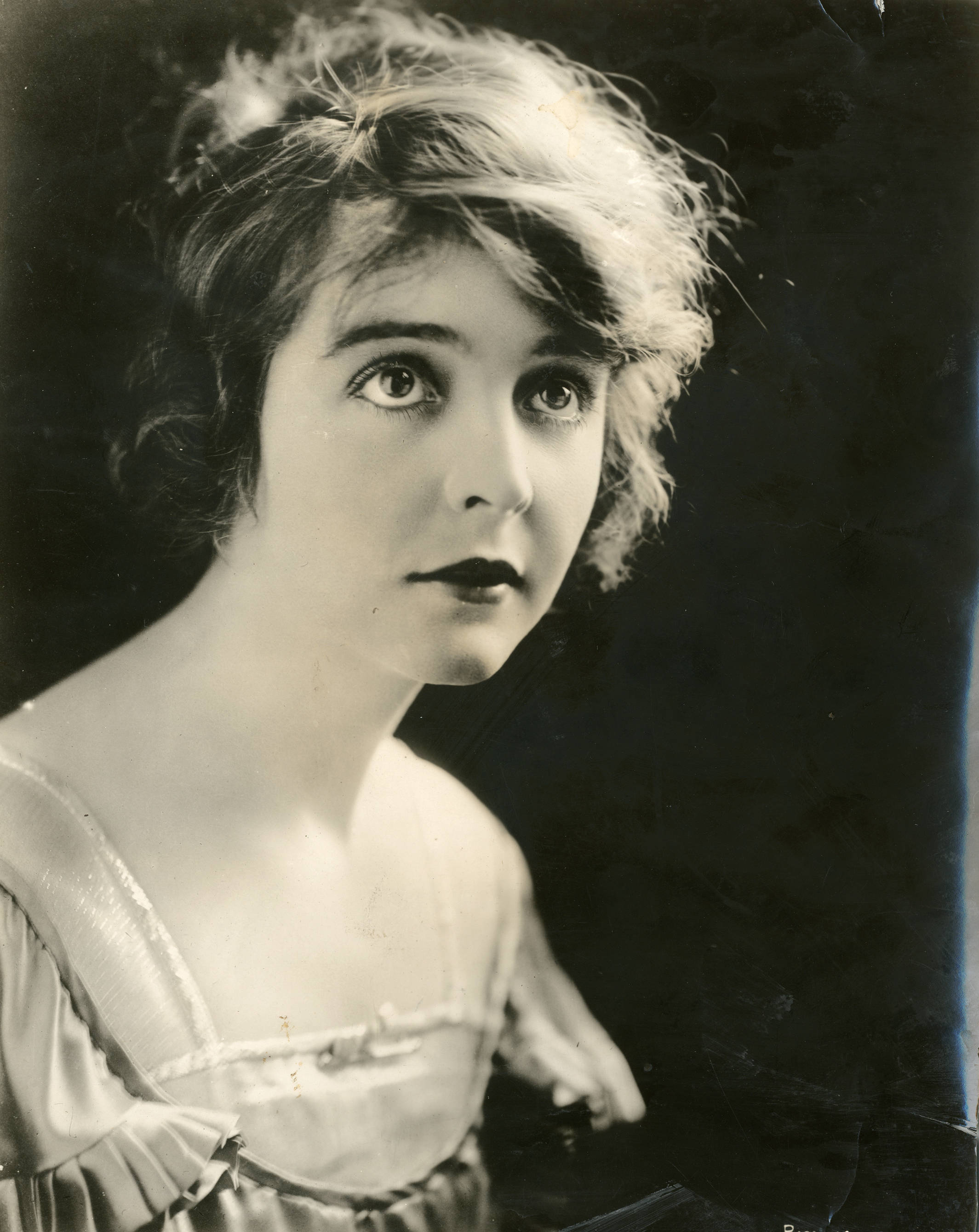
Enid Bennett en 1918.

- Albert Ray : James Waterson Forbes
- Gertrude Claire : rôle non déterminé
- Jack Nelson : 'Soup' McCool
- Robert McKim : 'Pug' Hennessy
- Frank Hayes : Martin Grubb
- Caroline Rankin : rôle non déterminé